# Божа Васић
Божа Боја Васић српски је мултимедијални уметник и фотограф.
Уметнички развој Боже Васића кретао се кроз различите фазе мултимедијалног истраживања у којима је вешто осликавао многе феномене везане за живот људи-миграната који су морали да напусте своје домовине.
Божа Васић до сада је излагао на више колективник, и 17 самосталних изложби и бијенала у земљи и иностранству, и на фестивалима документарног и телевизијског филма и видеа. Његови радови приказани су на многим манифестацијама попут; 8. бијенала у Хавани, Куба, 6. Југословенског бијенала младих у Вршцу, 13. и 14. међународног бијенала уметности у Португалу (Vila Nova de Cerveira“ ), независног бијенала у Ливерпулу („Liverpool Biennial, Independents“) итд. Бојине видео инсталације и фотографије на бази његових радова, излагане су и у уметничким центрима (енгл. Аrtist-run centres) широм Канаде у којој више од две деценије живи и ствара.
Живи и ствара у Торонту, Канада од 1988. године.

## Живот и каријера
Божа Васић је на Катедри за филм и уметност медија, на Факултету драмских уметности Универзитета у Београду дипломирао 1987. године. Следеће године (1988) напушта Београд и сели се у Канаду (Торонто) у којој и данас живи и ствара.
Током 2000, 2002. и 2006. године учествовао је у менторским пројектима на фестивалима документарног и телевизијског филма у Торонту и Банфу.
Божа Васић је од 2006. до 2012. године приредио 16 самосталних изложби: Тандер Беј, Онтарио, Мон Лореј, Квебек, Алма, Монтреал, Торонто, Келоуна, Винипег, Чикотими, Кингстон, Val-d`Or, Ville-Marie, Нови Сад, Зрењанин, Београд.
Почев од 2000. до 2010. године учествовао је на 28 фестивала фотографије, документарног филма и видеа: Хот Спринг, Durham, Columbus, Њујорк, Далас, Yorkton, Приштина, Рим, Амстердам, Торонто, Атина, Киченер, Чикаго, Чавес, Копенхаген, Лондон, Кембриџ, Берлин. Као и на нтернационалном Бијеналу уметности; Хавана, 2003. Вршац, 2004. Вила Нова де Цервеира, 2005. и 2007. Тирана, 2005. и Ливерпул, 2006. години.
Од 1997. до 2011. године Божа Васић реализовао је четрнаест видео радова. Био је и један од сарадника култне емисије Југословенске телевизије „Петком у 22“, ауторке Дуње Блажевић.
Током 2013. Божа Васић је у Србији, на две самосталне изложбе у Нишу и Београду и једној у Црној Гори, Будва, излагао своје фотографија и видео радове на тему „Измештање-Дневник имигранта“.

## Уметничко стваралаштво
Божа Васић на својим фотографијама и у видео радовима, у контексту градске архитектуре и урбаног окружења, истражује политичке и социјалне теме. Инспирисан мултикултуралним метрополама као што су Торонто, Њујорк и Берлин, Васић користи ове градове као метафору за истраживање људске егзистенције, у само њему специфичним експерименталним лабораторијама које ствара у њиховим урбаним четвтима.
| „ | Фотографије, видео радови и интервенције Божо Васић у градском пејзажу нуде коментаре и подстичу на размишљање о бројним темама, међу којима су наша могућност (а често и немогућност) да променимо ток историје; неуспех модернизма као носиоца социјалних и политичких промена, недостатак људских права; те фрустрације и распадање утопија 20. века ... | ” |

Један од последњих Васићевих пројеката „Измештање - дневник имигранта“ чине две серије фотографија - „Берлински имигранстки дневник“ и „Илегални имигранти Њујорка“, као и видео радови „Илегални имигранти Њујорка“ и „Изгубљен на Великом базару“. У вом пројекту насталом током ауторовог боравка у уметничким колонијама у Берлину (2010) и Њујорку (2012), Божа Васић бави се истраживањима разних феномена имигрантског живота у великим градским метрополама, као што су језичке, културне и социјалне баријере и губитак индивидуалности због великог притиска потрошачког друштва. Он се свесно или несвесно на својим сликама ставља у позицију имиграната и разним перфомартивним радњама вешто гради комплетну нарацију. Фотографишући ове популације и препознатљив идентитет градова у којима живе имигранти. Васић осликавајући овај свет не запада у патетику већ користи одређену дозу хумора, неку врсту лежерног погледа на животну стварност имиграната, да би нам приближио апсурде с којим, се суочавају имигранти и разне тривијалности кроз које су принуђени да пролазе.
Фотографијама и видео радовима, уз додатне интервенције у овим медијима, Васић ствара врсту дигиталних колажа, покушавајући да дочара како је то бити странац-илегални имигрант. На његовим фотографијама имигранти немају идентитет, што због средине која их не признаје и своди на симболе, амблеме земаља из којих долазе, што због немогућности да они испоље своју индивидуалност.
| „ | Тако у серији фотографија из Берлина Васић рекреира иновативну технику преласка граница, прилагођавања и сакривања у великом граду. Управо на примеру имгирантских популација, испод површне хуманости и саосећања у метрополама света крију се ксенофобија и криптофашизам савремених друштава. Упркос чињеници да разне имигрантске популације, као што су рецимо Турци у Берлину, Кинези У Сан Франциску или Јевреји у Њујорку, стварају се препознатљиви идентитети градова у којима живе, на нивоу разних биополитика (М. Фуко), економска моћ је та која управља политиком и инструмантализује живот и све сегменте друштва. | ” |

Документарни филмови
Током студијских боравака у Берлину, Њујорку, Пекингу, Куби, настала су и бројна филмска дела Боже Васића, на пример:
- Документарни филм „Упркос гравитацији - Игра крупних играча” (Defying Gravity – Danza Voluminosa), у коме истражује рад и живот чланова несвакидашње кубанске балетске групе из Хаване чији се чланови супротстављају класичним нормама и померају границе прихватљивог у балетској уметности.
- Дисиденти (Dissidents), у коме истражује стање личних и политичких слобода у савременом кубанском друштву. Документарни филм прати рад кубанског дисидента Освалда Паје и групе „Жене у белом” који се боре за ослобађање кубанских политичких затвореника као и за побољшање личних слобода и људских права.

## Изложбе
Међу многобројним значајним изложбама Боже Васића су:
- Галерија Definitely Superior, Thunder Bay, Ontario, Канада,
- VU Center for Photography (Quebec City, Канада,
- Centre D'Exposition (Mont-Laurier, Канада,
- Галерија Alternator (Kelowna, Канада,
- А Space, Mercer Union, YYZ and Glendon галерија (Торонто, Канада,
- La Galerie de Nouvel Онтарио, Канада,
- Language Plus (Aima, Канада),
- Espace Virtuel (Chicoutimi, Канада,
- Галерија Occurrence, Монтреал, Канада,
- Modern Fuel Gallery (Кингстон (Онтарио), Канада,
- E:vent Gallery Лондон, Енглеска,
- Галерија Werkstatt der Kulturen, Берлин, Немачка, itd...
- ГСЛУ Ниш, Павиљон 77 у Тврђави
- Галерија МСУ Војводине, Нови Сад
- Трећи бијенале уметности, Тирана, Албанија
- 8th Havana Biennial, Хавана, Куба
- 13. и 14. International Art Biennial, Vila Nova de Cerveira, Португал,

## Награде и признања
За стваралаштво и уметничка остварење, у периоду од 2000. до 2012. Божи Васићу додељено је двадесет четири награде: Охајо, Њујорк, Онтарио, Далас, Јорктон, Банф, Истанбул, Берлин.
Васићева дела налазе се у колекцијама више земаља: 
- Музеј савремене уметности Војводине у Новом Саду,
- Институт Бијенала у Тирани
- Музеј савремене уметности у „Вила Нуова де Цервеира“ у Португалу

Дела Боже Васића приказана су у бројним стручним ревијама, публикацијама и каталозима, широм Света.